# Chromodoris britoi
Chromodoris britoi is een zeenaaktslak die behoort tot de familie van de Chromodorididae. Deze slak leeft in de Atlantische Oceaan en wordt af en toe aangetroffen in de Middellandse Zee.
De slak neemt heel wat kleuren aan, maar de voornaamste zijn paars, oranje en wit. Ze wordt, als ze volwassen is, zo'n 2 cm lang.